# Strijkkwartet nr. 4 (Vasks)
Pēteris Vasks componeerde zijn vierde strijkkwartet in 1999 en 2000.

## Compositie
Het strijkkwartet bestaat uit vijf delen en duurt ongeveer een half uur:
1. Elegie;
2. Toccata I;
3. Chorale;
4. Toccata II;
5. Medidation.

Elegie is zeer stil; op de achtergrond is een Lets volksliedje te horen "Kas tie tadi, kas dziedaja" (Wie waren degenen die zongen); terug naar onbezorgde tijden;

Toccata I geeft muzikaal de toch sombere tijd door onder het Sovjet-regime, ook hier weer invloeden van Dmitri Sjostakovitsj in de agressieve manier van strijken;

Chorale sluit direct aan op deel 2, en is weer een stuk rustiger;

Toccata II is de terugkeer van deel 2, waarin opnieuw een Lets volksliedje naar voren komt "Ej saulite, driz pie Dieva" (Return, dear Sun, to God);

Meditation is een ingetogen, eindeloos lied gespeeld op gedempte snaren; het Letse volksliedje uit deel 1 komt nog even terug en de muziek verdwijnt in stilte en eeuwigheid.

## Opdracht
Het werk is een opdracht van mevrouw Ralph I. Dorfman voor het Kronos Quartet. De première vond plaats in het Parijse Théâtre de la Ville op 21 mei 2000.

## Bron
- Uitgave van Nonesuch Records.